# Championnat d'Afrique féminin de volley-ball 2009
Navigation
Édition précédente Édition suivante
Le 14e championnat d'Afrique féminin de volley-ball s'est déroulé du 3 octobre 2009 au 8 octobre 2009 à Blida, Algérie. Il met aux prises les six meilleures équipes africaines.

## Organisation
Les six équipes présentes se rencontrent toutes dans une poule unique au format round-robin. Chaque équipe joue une fois contre les cinq autres. Le classement final est déterminé en fonction des résultats obtenus.

## Équipes présentes
Il est à noter l'absence du Kenya, double tenant du titre. La République démocratique du Congo et le Soudan ont déclaré forfait avant le début de la compétition.
- Algérie
- Botswana
- Cameroun
- Maroc
- Sénégal
- Tunisie

## Compétition
| # | Équipe   | Pts | J | G | P | Sp | Sc | Ratio | Pp  | Pc  | Ratio |
| - | -------- | --- | - | - | - | -- | -- | ----- | --- | --- | ----- |
| 1 | Algérie  | 10  | 5 | 5 | 0 | 15 | 1  | 15    | 398 | 260 | 1.531 |
| 2 | Tunisie  | 9   | 5 | 4 | 1 | 12 | 4  | 3     | 373 | 290 | 1.286 |
| 3 | Cameroun | 8   | 5 | 3 | 2 | 11 | 7  | 1.571 | 407 | 378 | 1.077 |
| 4 | Sénégal  | 7   | 5 | 2 | 3 | 6  | 11 | 0.545 | 335 | 396 | 0.846 |
| 5 | Botswana | 6   | 5 | 1 | 4 | 5  | 12 | 0.417 | 335 | 403 | 0.831 |
| 6 | Maroc    | 5   | 5 | 0 | 5 | 1  | 15 | 0.067 | 272 | 393 | 0.692 |

## Classement final
| Place              | Équipe   |
| ------------------ | -------- |
| Médaille d'or      | Algérie  |
| Médaille d'argent  | Tunisie  |
| Médaille de bronze | Cameroun |
| 4                  | Sénégal  |
| 5                  | Botswana |
| 6                  | Maroc    |

## Distinctions individuelles
- MVP : Lydia Oulmou
- Meilleure attaquante : Lydia Oulmou
- Meilleure contreuse : Neo Yomkil
- Meilleure serveuse : Nihel Ghoul
- Meilleure passeuse : Fatima Zahra Oukazi
- Meilleure réceptionneuse : Safia Boukhima
- Meilleure défenseur : Mariem Ghariani
- Meilleure libero : Nawal Mansouri